# Жак Турнер
Жак Турнер (фр. Jacques Tourneur, 12. новембар 1904, Париз—19. децембар 1977, Бержерак) био је француски филмски редитељ. Најпознатији је по режирању филма Из прошлости (1947) и неколико нискобуџетних хорор филмова за студио RKO, међу којима су Људи мачке (1942), Ходала сам са зомбијем (1943) и Човек леопард (1943). Режирао је и Ноћ демона (1957) за продукцијску кућу Парамаунт пикчерс. Током времена проведеног у Холивуду, користио је англицизовани облик свог имена, Џек Тарнер.
Његов отац, Морис Турнер, такође је био редитељ, а супруга Кристијана глумица